# 陳麗雲
陳麗雲（英語：Chan Lai-wun，1939年8月21日—），人稱「麗雲姐」，香港女演員，前麗的呼聲、麗的映聲、麗的電視、亞洲電視及無綫電視女藝員，亦曾為香港電台電視部及ViuTV拍攝電視劇。2009年4月19日，陳麗雲憑許鞍華執導的香港電影《天水圍的日與夜》飾演「梁歡」一角，以70歲高齡奪得第28屆香港電影金像獎最佳女配角。
1951年，陳麗雲加入麗的呼聲任播音員，1966年加入麗的映聲任女藝員，1981年加入麗的電視，1982年轉投無綫電視，1983年重返亞洲電視，1985年約滿後離開亞視，1988年再重返亞視，之後一直服務15年，參演數十部電視劇，為亞視貢獻良多，是演技派演員。經典之作有《冬日驕陽》、《穆桂英》、《我和殭屍有個約會》中的“平媽”、《萬家燈火》、《今日法庭》、《香港Go Go Go》。2003年底，陳麗雲離開效力15年的亞視。2005年，陳麗雲第四度重返亞視直至2009年4月。2010年10月第五度重返亞洲電視，直至2013年約滿離開。此外，陳麗雲亦曾為香港電台電視部及ViuTV拍攝電視劇。

## 簡歷
根據陳麗雲在電台節目訪問透露，她只在約1948年在九歲時與姊姊在聖嘉勒學校讀過一年幼稚園高班，之後都沒有接受過正式教育。早在麗的呼聲年代，在1951年12歲的她已經是兒童播音劇播音員，繼而當幕後工作人員，負責用針筆抄劇本，每份五文，再轉做編劇，曾經寫過300多個劇本，第一個播音劇是30集劇本《姑媽》，男主角是譚炳文。因其才華洋溢，遂令陳麗雲取得「麗的才女」的美譽。
1951年加入麗的呼聲，《是誰得獎》是她第一次演廣播劇。1966年轉至麗的映聲，第一個幕前演出並獻唱的節目是《麗的歌壇》，《小夫妻》則是她第一次演電視劇，後來的《王老五》更首次以女主角擔綱演出。同時，陳麗雲亦有參與編劇工作，曾經改編粵曲《昭君出塞》，寫了可能是香港歷史上第一個用英語演唱粵曲的短劇《王昭君》，女主角王昭君也是由她擔綱演出。 1970年代，陳麗雲亦曾為《麗的歌劇》節目編劇和填詞。 1981年，陳麗雲加入麗的電視。1982年轉投無綫電視。1983年重返亞洲電視，1985年約滿後離開亞洲電視，1988年再重返亞洲電視，2003年底，她與亞視15年的合約在2003年約滿後不獲續約，2005年，陳麗雲第四度重返亞洲電視，2009年4月，陳麗雲四度離開亞洲電視，2010年10月第五度重返亞洲電視直至2013年約滿離開。此外，陳麗雲亦曾為香港電台電視部及ViuTV拍攝電視劇。
2009年4月19日，陳麗雲憑許鞍華執導的香港電影《天水圍的日與夜》飾演「梁歡」一角，以70歲高齡奪得第28屆香港電影金像獎最佳女配角。
陳麗雲多年來嘗試過不同的工作崗位，例如曾為陳振華、周秀蘭、陳依齡及米雪等任幕後代唱。她又做過編劇、演出廣播劇、教化妝及做作家推出散文集，博學多才樣樣皆能，偶爾也會客串演出電影，其餘時間則做義工。

## 家庭
陳麗雲的胞姊是華慧娜（Vera Waters），後來為無綫電視藝員訓練班學員，其後曾加入傳銷公司如新（NuSkin）成為傳銷領袖。

## 廣播演出

### 麗的呼聲
- 1957年：兒童節目廣播劇《是誰得獎》飾 媽媽[7]
- 1960年代：《王昭君》飾 王昭君

## 演出劇集

### 麗的映聲／麗的電視／亞洲電視
- 1960年代：《小夫妻》飾
- 1960年代：《王老五》飾
- 1976年：《祥林嫂》飾
- 1976年：《十大奇案II之醉貓昌》飾 醉貓昌妻
- 1977年：《三少爺的劍》飾 啞巴妻
- 1977年：《恆生劇場之信心》飾
- 1978年：《追族》飾 阿盈
- 1978年：《鱷魚淚》飾 Susie
- 1979年：《新變色龍》飾 花夫人
- 1984年：《101拘捕令：第二輯之熱線999》飾 尹夫人
- 1985年：《霍東閣》客串
- 1988年：《俠女傳奇》飾
- 1989年：《赤子雄風》飾
- 1989年：《皇家儷人》飾
- 1989年：《皇家檔案III之天涯無路》飾 李大頭婆婆
- 1989年：《血染紫禁城》飾 鴇母
- 1990年：《藍月亮》飾 蘭姨
- 1990年：《富貴冤家》
- 1990年：《我係Tuna Fi》飾 三姑
- 1991年：《四驅橋聖》
- 1992年：《摩登七十二家房客》
- 1992年：《今裝戲寶之阿蘭嫁阿瑞》飾 陳太
- 1993年：《賭神秘笈'93》飾
- 1993年：《天蠶變之再與天比高》飾 麗紅
- 1993年：《中國教父》飾 奶媽
- 1994年：《中國教父再起風雲》飾 田媽
- 1994年：《冬日驕陽》飾
- 1994年：《戲王之王》飾 梁銀
- 1994年：《碧血青天楊家將》飾 楊八妹
- 1994年：《碧血青天珍珠旗》飾 楊八妹
- 1994年：《少林義士洪熙官》飾 童千斤母
- 1994年：《九王奪位》飾 靜心師太
- 1994年：《郎心如鐵》（又名《失落真心》）飾 芳姨
- 1995年：《美夢成真》飾 羅麗娥
- 1995年：《一屋兩鬼三人行》（又名：再續隔世情）
- 1995年：《九品芝麻官》飾 朱母
- 1995年：《新包青天·英雄本色》飾 牛母
- 1995年：《新包青天·告親夫》飾 四嬸
- 1995年：《新包青天·殉情記》飾 趙三娘
- 1995年：《新包青天·俠骨神算》飾 七嬸
- 1995年：《新包青天·蝶影遺恨》飾 範梅氏
- 1995年：《新包青天·義膽柔情》飾 村民
- 1995年：《新包青天·三審狀元》飾 鴇母
- 1995年：《新包青天·滄海月明珠有淚》飾 錢妻
- 1995年：《新包青天·仇之劍》飾 李媽
- 1995年：《新包青天·大執法》飾 王嬸
- 1995年：《精武門》飾 武田家下人
- 1995年：《殭屍道長》飾 陳桂香
- 1996年：《我和春天有個約會》飾 張二妹
- 1996年：《再見艷陽天》飾 蝦嫂
- 1996年：《千王之王重出江湖》飾 萬大嬸
- 1996年：《殭屍道長Ⅱ》飾 張媽
- 1996年：《真相·舊恨》飾 康嬤
- 1996年：《真相·暗殺風暴》飾 垃圾婆
- 1996年：《親親，親人》飾 鄧好
- 1996年：《鳳凰傳說》飾
- 1997年：《肥貓正傳》飾 雲姨
- 1997年：《等著你回來》飾 歐陽九姑
- 1997年：《97變色龍》飾 紅姐
- 1997年：《天長地久》飾 李媽
- 1997年：《我來自潮州》飾 八嬸
- 1998年：《流氓·律師》飾 芳姐
- 1998年：《非常女警》飾 龍婆
- 1998年：《穆桂英》飾 楊二娘
- 1998年：《我和殭屍有個約會》飾 平媽
- 1998年：《我來自廣州》飾 嫦姐
- 1999年：《縱橫四海》飾 留產所醫生
- 1999年：《肥貓正傳II》飾 海母
- 1999年：《南海十三郎》飾 華嬸
- 2000年：《我和殭屍有個約會II》飾 福媽
- 2000年：《世紀之戰》飾 常勝婆婆
- 2000年：《曲終情未了》飾 錢惠謹
- 2000年：《與狼共枕》飾 鍾妙群
- 2000年：《電視風雲》飾 小母
- 2000年：《你想的愛》飾 丘母
- 2001年：《騷東坡》飾 牙姑
- 2002年：《搶槓夫妻》飾 梅嬸
- 2002年：《有求必應》飾 銀行客人
- 2003年：《女俠丁叮噹》飾 金老夫人
- 2003年：《萬家燈火》飾 英姐
- 2004年：《8號巴士站站情》飾 華嬸
- 2004年：《異世驚情夢》飾 東母
- 2005年：《情陷夜中環》飾 寬姐
- 2005年：《危險人物省港梟雄》飾 鷹母
- 2006年：《義無反顧》飾 樂婆婆
- 2008年：《火蝴蝶》飾 婆婆
- 2010年：《香港GoGoGo》飾
- 2015年：《大地遺孤》飾 鳳祥日本姑母

### 香港電台電視部
- 1980年：《屋簷下：父之過》飾 陳太
- 2009年：《癌變解碼：還有盼望》飾 輝母
- 2009年：《海關故事：迷迭香行動》飾 麵包婆
- 2009年：《流金頌：有生之年》飾 玉姐
- 2010年：《愛回家：兩人世界》飾 ERICA母
- 2010年：《證義搜查線》飾
- 2010年：《一念之間：離.留》飾 梁婆婆
- 2010年：《火速救兵：危機四伏》飾 恩母
- 2013年：《一念之間2：誰把玻璃吃了》飾 勁姐
- 2014年：《同里有親》飾 張秀珍
- 2014年：《醫護人生》飾 陳老太
- 2016年：《有倉出租》飾迷你倉租客 第11集

### 無綫電視
- 1979年：《網中人》飾 阿仙
- 1982年：《天龍八部之六脈神劍》飾 阿朱易容的慕容老夫人
- 1983年：《鬼咁夠運》第13集飾 參加旅行團的人（跑龍套）
- 1984年：《鹿鼎記》
- 1986年：《赤腳紳士》

### ViuTV
- 2018年：《迷失假期》飾 黎芳

## 演出節目
- 1972年：《麗的歌壇》（麗的電視）
- 1970年代：《麗的歌劇》（麗的電視）
- 1976年：《林家聲粵劇特輯》（麗的電視）
- 2009年：《金像影后鮑起靜》（亞洲電視）
- 2009年：《我不是女配角　陳麗雲》（有線電視）
- 2009年：《Johnny B.Good》（有線電視）
- 2012年：《亞視百人》（亞洲電視）
- 2012年：《光輝歲月 亞洲電視55周年》（亞洲電視）
- 2013年：《星動亞洲》（亞洲電視）

## 演出電影
- 1991年：《豪門夜宴》
- 1992年：《一千靈異夜之血咒》
- 1995年：《一千靈異夜之凶穴》
- 2008年：《天水圍的日與夜》 飾 梁歡
- 2009年：《旺角監獄》 飾 嫻姐
- 2010年：《婚前試愛》
- 2013年：《迷離夜》
- 2013年：《小學雞大電影》
- 2014年：《不是白痴》
- 2014年：《微交少女》
- 2014年：《失戀急讓》
- 2015年：《十月初五的月光》
- 2015年：《踏血尋梅》
- 2018年：《非同凡響》飾 珈豪嫲嫲
- 2018年：《毛俠》
- 2019年：《犯罪現場》飾 姚笙母親
- 2023年：《說笑之人》飾 四姨
- 2024年：《爸爸》飾 阮永年母親

## 其他演出
- 第56屆金馬獎最佳劇情短片《紅棗薏米花生》 飾 阿晴外婆（與郭爾君）

## 音樂錄像
- 2016年：李克勤《一個都不能少》 MV

## 外部連結
- 陳麗雲在香港影庫上的簡介
- 陳麗雲在互联网电影资料库（IMDb）上的資料（英文）